# Whitey Mitchell
Gordon B. 'Whitey' Michell (Hackensack (New Jersey), 22 februari 1932 - Palm Springs, 16 januari 2009) was een Amerikaanse jazzbassist en schrijver.

## Biografie
Whitey Mitchell was de jongere broer van Red Mitchell, Hij studeerde klarinet, tuba en bas en speelde vanaf 1954 onder andere bij Bobby Scott, Tony Scott, J.J. Johnson, Kai Winding, Pete Rugolo en in de orkesten van Charlie Ventura (1954/1955) en Gene Krupa (1955). In 1958 leidde hij een eigen trio en werkte hij met Johnny Richards, Oscar Pettiford, het New York Jazz Quartet, Peter Appleyard en Benny Goodman (1963).
In 1964/1965 werkte hij mee in de Broadway-show Fade Out – Fade In en trad hij met André Trevin op in een tv-show. Vanaf 1965 werkte hij voornamelijk als studiomuzikant in Los Angeles. Hij was bovendien betrokken bij plaatopnamen van Herbie Mann (1956), Red en Blue Mitchell, Anita O'Day (1966), Joe Puma (1957), Gene Quill, Jimmy Raney en Betty Roche. Onder zijn eigen naam nam hij in 1956 het album Whitey Mitchell Sextette op bij ABC-Paramount Records. Zijn medespelers waren onder andere Steve Lacy, Joe Puma, Don Stratton en Osie Johnson. Mitchell schreef ook artikels voor het tijdschrift DownBeat. Hij vestigde zich later in Palm Beach en begon daar zijn tweede carrière als schrijver voor films, tv-series en theaterstukken.

## Overlijden
Whitey Mitchell overleed in januari 2009 op bijna 77-jarige leeftijd aan de gevolgen van kanker.